# بریتیش میدلند اینترنشنال
بریتیش میدلند اینترنشنال (انگلیسی: British Midland International، به‌طور مخفف بی‌ام‌آی یا BMI) یک شرکت هواپیمایی بود که دفتر مرکزی آن در نزدیکی فرودگاه ایست میدلند در انگلستان قرار داشت.
این شرکت در سال ۲۰۱۲ توسط شرکت اینترنشنال ایرلاینز گروپ از شرکت لوفتانزا خریداری شد و با بریتیش ایرویز ملحق گردید.